# Who Shot Mr. Burns?
Who Shot Mr. Burns? (¿Quién disparó al Sr. Burns? en España y ¿Quién mató al Sr. Burns? en Hispanoamérica) es el primer episodio de dos partes de la serie animada Los Simpson que se haya emitido hasta la fecha, hasta el estreno del doble episodio de la vigesimoctava temporada, titulado The Great Phatsby. La primera parte es el vigésimo quinto y último episodio de la sexta temporada y fue emitido originalmente por la cadena FOX el 21 de mayo de 1995. La segunda parte es el primer episodio de la séptima temporada y fue estrenado el 17 de septiembre de 1995.
En los episodios, la Escuela Primaria de Springfield encuentra petróleo, pero el Sr. Burns lo roba y al mismo tiempo arruina las vidas de varios ciudadanos de Springfield. La primera parte tiene un final cliffhanger, en el cual el Sr. Burns recibe un disparo de un asaltante desconocido. En la segunda parte, la policía de Springfield trata de hallar al culpable, siendo los principales sospechosos Waylon Smithers y Homer Simpson.
Ambos episodios fueron escritos por Bill Oakley y Josh Weinstein; la primera parte fue dirigida por Jeffrey Lynch y la segunda por Wes Archer. El músico Tito Puente fue la estrella invitada en las dos partes, interpretándose a sí mismo.
Who Shot Mr. Burns? fue concebido por el creador de la serie, Matt Groening, y los guionistas decidieron convertirlo en un episodio de intriga de dos partes. La primera contiene varias pistas sobre la identidad del culpable, ya que los encargados del guion querían que el público pudiese adivinar el resultado. En los meses que siguieron a la emisión de la primera parte, hubo un debate muy difundido entre los fanáticos de la serie sobre quién le había disparado al Sr. Burns y, durante el verano boreal de 1995, Fox llevó a cabo un concurso para resolver el misterio, siendo uno de los primeros concursos en unir elementos de la televisión e Internet.

## Sinopsis

### Primera parte
El episodio comienza cuando el director Skinner descubre que el hámster mascota del cuarto grado había muerto aplastado por su propio tubo de agua.  Este le ordena al conserje Willie que entierre al animal, pero mientras cava la tumba encuentra petróleo, lo cual haría rica a la escuela. Skinner y el Superintendente Chalmers idean formas de gastar el dinero que obtendrían con el descubrimiento, aceptando algunas sugerencias de los estudiantes y maestros, incluyendo a Willie, que le desea un cubo para trapear de cristal cortado y el consejo de Lisa de incluir a Tito Puente como profesor de música. 
En la Planta de energía nuclear de Springfield, Homer descubre que el Sr. Burns no es capaz de recordar su nombre, pese a que ha trabajado para él por diez años. 
Un día Burns ve en el periódico que la escuela ha descubierto petróleo en su subsuelo. Al representar ese hallazgo un problema para mantener su monopolio energético, decide apoderarse de él. Smithers le advierte que no está bien hacerle ese daño a la escuela y que eso podría llevarle serios problemas; pero Burns no le hace caso, diciendo que hacerlo sería como quitarle un dulce a un bebé. 
Justo en ese momento, ve uno y decide ir a robárselo. Smithers le sugiere que mejor coma unos chocolates que le fueron enviados, pero mientras los comen ven que debajo de ellos hay una foto de la familia Simpson. Burns los reconoce a todos pero decide no comerse el último que tapaba justamente la cara de Homero y tira la caja a la basura.
Finalmente, en el día que la escuela iba a extraer el petróleo, se descubre que el Sr. Burns había colocado su propio y gigantesco taladro inclinado en un predio aledaño, obteniéndolo antes que la escuela. La perforación resultante genera daño y sufrimiento a varios ciudadanos de Springfield: la taberna de Moe cierra por los olores del hidrocarburo, por lo que Moe y Barney se enfurecen. El pozo petrolero queda justamente debajo del Asilo de Ancianos de Springfield. Una noche, el piso colapsa, el edificio se destruye y Abraham Simpson queda sin hogar, teniendo que quedarse temporalmente con Homer y Marge. Cuando sale el primer chorro de combustible impulsado del taladro, destruye la casa del árbol de Bart mientras que Santa's Little Helper sufre heridas en sus extremidades traseras.  
Debido a que no es posible demandar a Burns ya que, legalmente, el petróleo es suyo por extraerlo primero; la escuela se ve obligada a rechazar las sugerencias, perturbando a todos los maestros. También debe cancelar la asignatura de música y el cargo de mantenimiento para pagar la construcción y demolición del taladro gigantesco, causando que Tito Puente y el conserje Willie sean despedidos, lo que enfurece a este último jurando que matará a Burns y golpeará a Smithers por colaborar con el primero. Por último, en la casa de los Simpson les llega una carta de agradecimiento por los chocolates, pero la misiva no menciona a Homero, lo cual lo encoleriza tanto que grita una blasfemia que escucha todo el vecindario, incluido Ned Flanders. 
Burns le revela a Smithers su mayor plan: la construcción de un disco movible gigante con la capacidad de bloquear permanentemente al sol en Springfield, obligando a los residentes a utilizar en todo momento la electricidad de su planta nuclear. Smithers, horrorizado, finalmente decide desafiar a Burns, insistiendo en que ha llegado demasiado lejos y pidiéndole que regrese del umbral de la locura; el anciano afirma que no hará tal cosa y lo despide.    
Homer conduce hacia la planta y decide entrar en la oficina de Burns para pintar su nombre en la pared con aerosol, esperando que pudiese recordarlo. El viejo entra y lo descubre escribiendo, pero sigue sin reconocerlo, a lo que Homero, furioso, lo ataca gritándole su nombre y jura venganza, siendo arrastrado fuera del edificio por los empleados de seguridad.    
Ya mudado a la casa, el abuelo desempaca sus cosas y Bart encuentra una caja de puros con una pistola dentro. Marge se asusta al ver el arma, y decide enterrarla en el jardín.   
En la reunión ciudadana llevada a cabo en el Ayuntamiento de Springfield, la familia Simpson, junto con sus vecinos y un borracho y deprimido Smithers, furiosamente relatan sus problemas con el Sr. Burns al alcalde Quimby. Repentinamente, aparece el susodicho en el lugar. Bart corre a atacarlo; pero este revela que está armado, advirtiendo que así lo hizo "desde que fue atacado en su oficina por un desconocido" a lo que Homer, estupefacto, grita D'oh!. Luego procede a activar el dispositivo para bloquear el sol, declarando que nadie será capaz de detenerlo. Riendo de manera cruel, Burns abandona la sala.  
El anciano camina alegremente por la acera de la calle mientras observa cómo se encienden las luces de la ciudad. Mientras se le muestra caminando, en el ayuntamiento todos se preguntan dónde están el señor Smithers, que dejó olvidada su chaqueta; y el director Skinner, que olvidó a su madre. Marge, al colocar a Maggie en el auto para irse, se pregunta dónde están Homero, Bart, Lisa y el abuelo, a la vez que se revela que, en el patio de la casa Simpson, el Smith & Wesson en la caja que Marge había enterrado ha desaparecido. 
Finalmente, cuando Burns entra por un callejón, se observa a su sombra, escuchándose: "¡Oh!, es usted, ¿Por qué tan sonriente? ¡Oh!, ya veo. Será mejor que me lo dé... ¡he dicho que me lo dé!, ¡ah, ah, ah!, ¡quíteme las... manos de... enci... ma! ¡aaah, aahhh!", sugiriendo una pelea con alguien hasta que suena un disparo. Luego se le observa tambaleándose y se derrumba sobre el reloj de sol de la ciudad. 
Los residentes de Springfield encuentran su cuerpo, pero nadie logra adivinar quién ha sido el agresor, ya que todos tenían algo contra él. Mientras todos se miran los unos a los otros con sospecha, el jefe Wiggum promete resolver el caso.

### Segunda parte
Mientras los habitantes de Springfield logran destruir el disco gigante, que cae sobre Shelbyville, el Sr. Burns se encuentra hospitalizado en estado de coma y la policía trabaja para encontrar al agresor, pero no es fácil ya que todos en la ciudad tenían motivos para haberle atacado. 
Mientras tanto, Waylon Smithers, luego de despertar en su apartamento con una fuerte resaca, recuerda vagamente haber disparado a alguien la noche anterior. Smithers piensa que fue él quien le disparó a su jefe, obligándose a confesar. Sideshow Mel se da cuenta de que Smithers, a la hora del ataque, estaría en su hogar viendo Pardon My Zinger por televisión. Finalmente, se descubre que Waylon le había disparado a la pierna de Jasper Beardley. Smithers cree haber herido a un inocente, pero el anciano lo corrige mostrando que la pierna a la que le había disparado era de madera. Finalmente, Smithers es liberado.
Lisa, por su parte, se propone a descubrir el misterio y le muestra a la policía una lista de los otros posibles sospechosos. Los policías los interrogan uno por uno, incluyendo a Tito Puente (quien se vengaría tocando un mambo en ofensa a Burns), el director Skinner (quien planeaba cometer el asesinato poniéndose maquillaje para pasar desapercibido), el conserje Willie (quien padecía artritis en los dedos índice) y Moe (quien fue interrogado con un detector de mentiras). 
Más tarde, mientras revisan el traje que estaba utilizando Burns al momento de recibir el tiro, Wiggum encuentra una pestaña que encaja con el ADN Simpson; al mismo tiempo, Burns despierta de su coma y comienza a gritar: ¡Homero Simpson!". 
La policía llega al hogar de la familia y encuentra una pistola bajo el asiento del auto del patriarca, del mismo calibre que la del ataque y cubierta con sus huellas digitales. Como consecuencia, Homero es arrestado por intento de homicidio. Cuando el jefe Wiggum pasa por el restaurante Krusty Burger, el camión que conduce se vuelca y Homero, que estaba en su interior, aprovecha para huir corriendo. Smithers ofrece una recompensa por su captura, vivo o muerto.
En el hospital, el Dr. Nick Riviera descubre que "Homero Simpson" son las únicas palabras que puede decir Burns. Lisa regresa a la escena del crimen para investigar, y finalmente descubre la identidad del verdadero agresor. Al mismo tiempo, Homero llega al hospital y, disfrazado de doctor intenta silenciar a Burns, quien continúa diciendo su nombre, lo que enfurece aún más a Homero. Un boletín de la policía reporta la ubicación de Homero, y Lisa, la policía y los ciudadanos de Springfield corren hacia el hospital. 
Al entrar en la habitación de Burns, ven a Homero, furioso, sacudiendo al Sr. Burns. El movimiento provoca que recupere la habilidad de hablar normalmente, pero también le hace olvidar el nombre de su empleado, el cual grita con ira y frustración, toma un arma y le apunta al anciano exigiendo que le diga a todo el mundo que no fue él quien le disparó. Este confirma la inocencia de Homero, e inmediatamente revela a todos la identidad del atacante: Maggie Simpson.
Burns revela lo que pasó la noche del ataque: luego de irse del Ayuntamiento, había visto a Maggie con un dulce en el auto de los Simpson. Burns había decidido volver a intentar el robo de un caramelo a un bebé debido a que Smithers se lo había impedido la primera vez; pero la fuerza física de Maggie había sido mayor. Habían comenzado a forcejear por el dulce, cuando su arma había resbalado de la pistolera y caído en las manos de la bebé, disparándose. La pistola y el caramelo habían caído bajo el asiento del auto. Homero, más tarde, había dejado sus huellas digitales en el arma mientras tanteaba con su mano por el suelo del auto. Después del relato de Burns, Lisa explica que al llegar al reloj de sol se dio cuenta de que, al caer, con su último aliento, colocó sus manos sobre la W y la S que, desde su punto de vista, eran M y S (las iniciales de Maggie Simpson), pero él la contradice diciendo que, en realidad, con su último aliento se había tragado todas sus joyas porque no confiaba en los paramédicos. 
Marge está alegre de que Burns esté sano, Homero sea exonerado y que todo haya vuelto a la normalidad, y que si Maggie pudiera hablar se disculparía, pero el anciano exige que la bebé sea arrestada por el crimen, más nadie le hace caso: el jefe Wiggum dice que no pueden arrestar a un bebé, aunque sí podrían hacerlo, quizás, en Texas. Marge añade que el disparo debió haber sido un accidente; sin embargo, el episodio termina mostrando a Maggie moviendo sospechosamente sus ojos.

## Producción

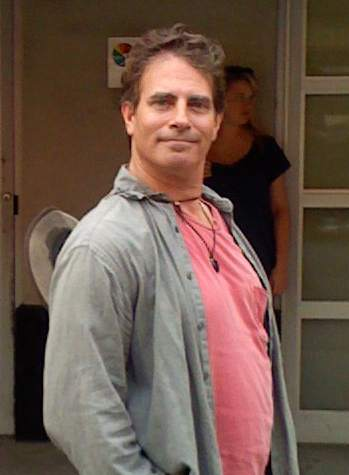
David Silverman fue el único encargado de la animación en conocer el final del episodio antes de su emisión.

La idea del episodio fue de Matt Groening, quien quería hacer una historia en la cual el Sr. Burns recibía un disparo, lo cual podría ser utilizado para acrecentar la publicidad. Los guionistas decidieron hacer el episodio en dos partes, con un misterio que podría utilizarse para un concurso. Fue importante para ellos diseñar un misterio que tuviese pistas, tomar ventajas de la tecnología de congelar los cuadros y estructurarlo alrededor de un personaje que pareciese el culpable obvio. Mientras decidían quién sería el culpable, Oakley y Weinstein eligieron a Barney Gumble porque era un personaje que podría ir a prisión y cambiar la dinámica de la serie. Mirkin sugirió a Maggie porque pensó que sería más divertido y porque quería que el agresor fuese un Simpson a lo cual Oakley y Weinstein se opusieron, pero se decidió finalmente que el episodio terminaría con Maggie moviendo sus ojos en forma sospechosa y haciendo notar que el tiro no había sido del todo un accidente.
Los productores pusieron mucho esfuerzo en hacer del final del episodio un secreto. Cuando se encontraba en producción, David Silverman fue el único animador que sabía quién era el culpable; Wes Archer, el director del episodio, inicialmente no conocía la solución y dirigió el episodio hasta su conclusión; y cuando llegó el momento de animar el final, Silverman y Archer esperaron hasta el final del verano de 1995 para trabajar en él. Mientras, se dieron cuenta de que necesitarían ayuda con los detalles y comenzaron a darles a varios animadores pequeñas partes del trabajo sin decirles quién era el culpable. La sesión de escritura del episodio también terminó antes del tercer acto. Los escritores querían que las pistas estuviesen perfectamente animadas, por lo que requirieron varios retoques.
Tito Puente y su "latin jazz ensemble" aparecen en el episodio y cantan la canción "Señor Burns". Oakley y Weinstein no conocían a Puente, pero lo incluyeron en el episodio porque Matt Groening es fanático de su música. Pensaron que podría interpretar la canción, pero más tarde descubrieron que Puente era timbalero, no cantante. La letra fue interpretada por uno de los miembros de la banda de Puente. Su banda también tocaría su propia versión de la canción de Los Simpson durante los créditos finales.

### Pistas ocultas
Un número de pistas sutiles y otras contradictorias fueron incluidas en la primera parte para los espectadores que quisieran revelar el misterio.
- Casi todos los relojes que se muestran en el episodio marcan las tres o las nueve. El objetivo de los relojes era mostrar al espectador que debía ver al revés el reloj de sol al final del episodio.[5]
- Durante la escena en que el Sr. Burns explica cómo piensa obstruir la luz del sol, Smithers menciona, además de las consecuencias que tendrá sobre las plantas y los animales, el efecto sobre la utilidad del reloj de sol del ayuntamiento.
- Una pista importante para descubrir la identidad del asaltante es cuando el Sr. Burns mira por el balcón y habla sobre robarle un caramelo a un bebé para finalmente, en los últimos momentos del capítulo, Burns se pregunte "¿Por qué tan sonriente?", haciendo referencia a la sonrisa de un niño en su expresión[6]
- Cuando el Sr. Burns cae sobre el reloj de sol, señala una W y una S, aunque desde su punto de vista, la W parece una M.[5]
- Varios de los sospechosos no tienen las letras S y W o M en sus iniciales y la intención fue que varios sospechosos "obvios" pudiesen ser descartados por las letras. Varios personajes ya tenían nombres con estas iniciales, pero algunos fueron creados específicamente para este episodio.[5]
  - Se revela que el nombre completo del director Skinner es "W. Seymour Skinner" en un diploma en su oficina.[5]
  - El Sr. Burns llama a Santa's Little Helper, la "Mascota Simpson" (en la versión original, "Simpson Mutt").[5]
- En la segunda parte, Lisa dice: "No creo que nadie en esta familia sea capaz de matar a nadie" y en el momento en que acaba la frase Maggie abre los ojos.
- La licencia de licores de Moe revela que su nombre completo es Moe Szyslak.[5]
- La pistola del Abuelo es una Smith & Wesson.[12]
- Poco antes de entrar a la oficina del Sr. Burns para pintar su nombre, Homer se detiene frente al pavimento que en el piso dice "IN ONLY" (solo entrada), pero su cabeza bloquea todas las letras excepto "NO" y puede verse una pequeña flecha señalándolo.[13]
- Un televisor en la taberna de Moe muestra que Pardon My Zinger se emite todos los días de semana a las 3 p. m. por Comedy Central.[5] Más tarde se revela que Burns había recibido el disparo a las 3 p. m.. En la reunión, Smithers dice que jamás se pierde el programa y luego es visto yéndose en la dirección opuesta por la que camina su jefe.[5]
- Durante la escena en el Ayuntamiento, varios ciudadanos son vistos portando armas: Skinner tiene una pistola con silenciador, Barney tiene un revólver pequeño y Smithers una pistola regular.[5]
- Justo antes de salir del Ayuntamiento, el Sr. Burns pregunta de manera desafiante quién de los ciudadanos osará detenerlo. Mientras enfocan a los ciudadanos, se puede observar que Maggie es la única que no desvía la mirada.
- Mientras Burns cae en el reloj de sol, se ve que el arma que tenía ya no está en su pistolera.[5]

- Aunque se sospeche de todo el pueblo, hay personas que claramente no lo hicieron, que son las siguientes:
  - Carl y Otto están en el ayuntamiento diciendo que es raro que Smithers haya dejado olvidada su chaqueta y que Skinner haya dejado a su madre. Por lo mismo, la señora Skinner está descartada.
  - Marge Simpson es inocente, ya que es testigo del momento posterior al ataque.
  - Jimbo es inocente porque estaba a la vista de Marge a la hora del crimen además de burlarse de Burns herido.

### Finales alternativos
Debido al gran interés suscitado por el final del episodio, David Mirkin escribió varios "finales terribles" y, junto a Harry Shearer, grabó varios finales alternativos. Su intención original era engañar a los productores y también llevar los finales a diferentes medios, pero para su sorpresa el plan no tuvo éxito. Fueron animados varios finales que mostraban a distintos personajes disparándole al Sr. Burns y fueron emitidos durante el especial The Simpsons 138th Episode Spectacular. Las escenas mostraban a Apu, Moe, Barney, Tito, e incluso a Santa's Little Helper como los culpables. También se creó un final en el cual Smithers le había disparado a Burns, explicándolo junto a la cama en el hospital: al caer en el reloj de sol, el Sr. Burns había escrito "W" y "S" en la brújula, las iniciales de Waylon; su jefe luego decide recortar su salario en un 5% por haber intentado matarlo. Sin embargo, el equipo de trabajo para el episodio revela que dicha conclusión fue descartada porque ignoraría el ADN Simpson y porque Smithers declararía que esa noche tiroteo a Burns justo antes de atacar a Jasper, pero a la hora del atentado Smithers ya no estaba; además, en la escena de Smithers hiriendo a Burns, él se muestra con un aspecto sobrio, cuando en realidad estaba ebrio.

## Concurso
En los meses posteriores a la emisión de la primera parte, hubo un debate muy difundido entre los fanáticos de la serie tratando de adivinar quién le había disparado al Sr. Burns. Fox creó un concurso para resolver el misterio, en el cual las personas que llamasen al 1-800-COLLECT deberían cumplir los requisitos y luego descifrar quién era el culpable. Tuvo vigencia desde el 13 de agosto al 10 de septiembre y fue uno de los primeros concursos en estar relacionados con la televisión y con Internet. Fox creó un nuevo sitio web, www.springfield.com, dedicado al misterio, el cual tuvo más de 500.000 visitas durante el verano boreal de 1995. El ganador sería incluido en un episodio de la serie. Nadie, sin embargo, obtuvo el premio, ya que nadie acertó con la respuesta correcta de manera oficial. Debido a las normas del concurso, sería seleccionado un ganador entre una muestra al azar de entradas pero la muestra no contuvo ninguna respuesta correcta, por lo que el ganador elegido solo recibió un premio en efectivo en lugar de ser animado.
El concurso se "presentó" al final de la primera parte, cuando el Dr. Hibbert dice, «Yo no puedo solucionar este misterio... ¿y usted?».

## Los más buscados de Springfield
Los más buscados de Springfield (Springfield's Most Wanted en el original) fue un especial de TV conducido por John Walsh, el anfitrión de America's Most Wanted. El especial fue emitido el 17 de septiembre de 1995, antes del primer episodio de la séptima temporada de Los Simpson. El programa, una parodia de la serie de Walsh, fue diseñado para ayudar a la gente a descubrir quién le había disparado al Sr. Burns, mostrando las pistas potenciales e identificando a los posibles sospechosos. Contuvo opiniones del antiguo jefe de policía de Los Ángeles Daryl Gates y predicciones de Dennis Franz, Courtney Thorne-Smith, Kevin Nealon, Chris Elliott, y Andrew Shue. Fue dirigido por Bill Brown y escrito por Jack Parmeter y Bob Bain.  
El especial fue criticado por llevar demasiado lejos la publicidad del episodio. Varios críticos dijeron que empañó la credibilidad del conductor y fue descrito como superficial, impresentable, e "inadecuado para los espectadores". El especial promedió un índice de audiencia Nielsen de 8,4 puntos y finalizó en el quincuagésimo puesto en las audiencias de la semana del 11 al 17 de septiembre de 1995 en Estados Unidos.

## Referencias culturales

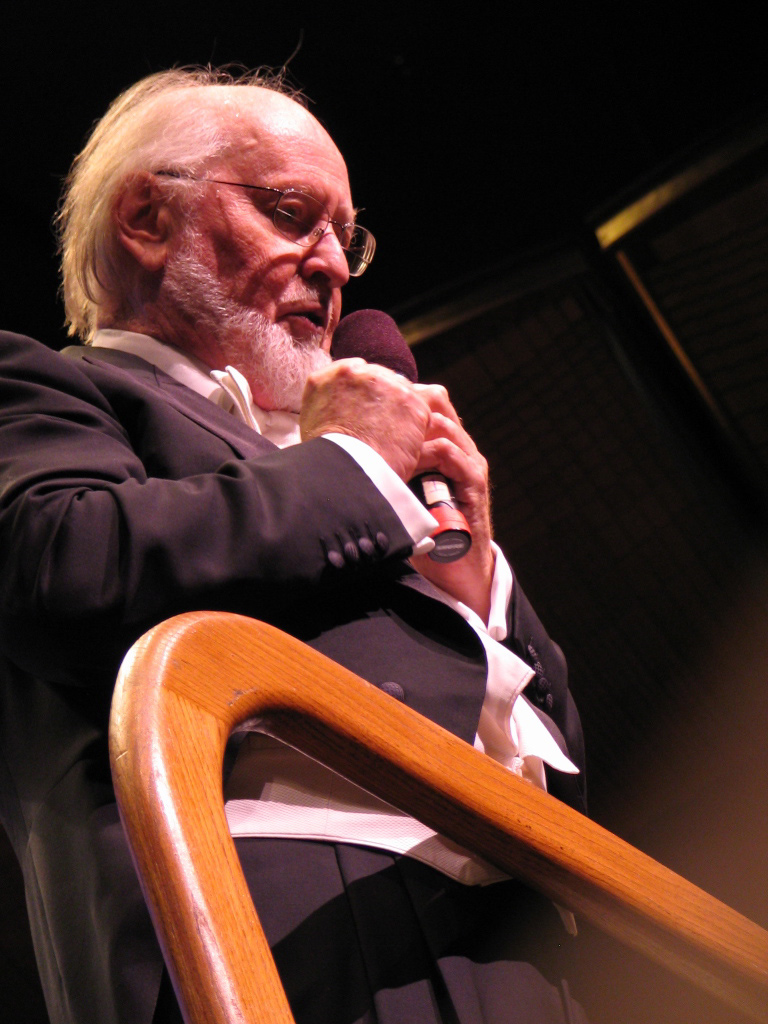
La música del final del episodio es una parodia de la compuesta por John Williams para JFK.